# Kartoesj
Kartoesj is een bekend zangtrio uit Limbricht in de Nederlandse provincie Limburg, die liedjes zingt in het Limburgs.

## Historie
In november 1999 schreef Guus Steinen het lied "Tam-Tam", waarvoor hij een groep zocht. Die groep vond hij in de personen van Guus Kitzen, Geert Cremers, Ruud Rutjes, Jan Konings, Rene Haustermans (tot 1 mei 2011) en hemzelf. De groep kreeg de naam Kartoesj mee.
In 2000 werd met dat nummer aan het LVK meegedaan, en daarmee de finale bereikt. Het nummer bleek aan te slaan en werd later een aantal keren door andere artiesten in het Nederlands en Duits gezongen.
Na het LVK van 2000 stonden ze (met uitzondering van 2003 en 2008) ieder jaar in de finale.
In 2006 won de groep het LVK met het nummer "Dat zit bie os in de femilie".
In mei 2011 stopte René Haustermans als lid. Kartoesj ging toen verder als vijfmansformatie.
In 2015 stopt Guus Steinen met de groep en een jaar later Ruud Rutjes. 
Vanaf sept 2016 zijn de twee nieuwe leden Ger Hoofwijk en Robert Buckx
Eind 2019 stopte ook Jan Konings. Hij wordt (voorlopig) niet vervangen
In oktober 2022 werd ook duidelijk dat Robert Buckx gestopt is bij de zanggroep. De groep gaat door als zangtrio.

## Discografie

### Albums
| Album met eventuele hitnotering(en) in de Nederlandse Album Top 100 | Datum van verschijnen | Datum van binnenkomst | Hoogste positie | Aantal weken | Opmerkingen |
| ------------------------------------------------------------------- | --------------------- | --------------------- | --------------- | ------------ | ----------- |
| Tam-Tam                                                             | 2001                  | -                     |                 |              |             |
| Alles kump good                                                     | 2003                  | -                     |                 |              |             |
| Gein probleem!                                                      | 2005                  | -                     |                 |              |             |
| LVK (Leedjes van Kartoesj)                                          | 2006                  | 26-02-2011            | 45              | 2            |             |
| Avenue Kartoesj                                                     | 2007                  | -                     |                 |              |             |
| Kom zeng 'ns 'n leed                                                | 2009                  | -                     |                 |              |             |
| Niks is ôs te väöl                                                  | 2012                  | -                     |                 |              |             |
| 2x11 Jaor                                                           | 2021                  | -                     |                 |              |             |

### Singles
| Single met eventuele hitnotering(en) in de Nederlandse Top 40 | Datum van verschijnen | Datum van binnenkomst | Hoogste positie | Aantal weken | Opmerkingen                              |
| ------------------------------------------------------------- | --------------------- | --------------------- | --------------- | ------------ | ---------------------------------------- |
| Tam-Tam                                                       | 1999                  | -                     |                 |              |                                          |
| Katrien                                                       | 2000                  | -                     |                 |              |                                          |
| Veer blieve 't leefs in Limburg                               | 2000                  | -                     |                 |              |                                          |
| Pekskes-aovend                                                | 2000                  | -                     |                 |              |                                          |
| Zes gooie in de lotto                                         | 2000                  | -                     |                 |              |                                          |
| Bonne van gistere                                             | 2001                  | -                     |                 |              |                                          |
| Noe giet 't om de woosj                                       | 2002                  | -                     |                 |              |                                          |
| Haol-de-radio                                                 | 2002                  | -                     |                 |              |                                          |
| Petrus                                                        | 2003                  | -                     |                 |              |                                          |
| Veer höbbe de Prins in de sjtraot                             | 2004                  | -                     |                 |              |                                          |
| Wie ich 18 waor                                               | 2004                  | -                     |                 |              |                                          |
| Dat zit bie ôs in de femilie                                  | 2005                  | -                     |                 |              |                                          |
| Sjräöme en bäöme                                              | 2006                  | -                     |                 |              |                                          |
| 'n Richtig good geveul                                        | 2007                  | -                     |                 |              |                                          |
| Ick ken neet keeze                                            | 2008                  | -                     |                 |              |                                          |
| Veer veule os good                                            | 2009                  | -                     |                 |              |                                          |
| Veer höbbe 't                                                 | 2010                  | -                     |                 |              |                                          |
| t'Kenon                                                       | 2013                  | -                     |                 |              |                                          |
| Veer hawte van de zon                                         | 2013                  | -                     |                 |              |                                          |
| Vastelaovend maak Vrunj                                       | 2013                  | -                     |                 |              |                                          |
| Ich will Besjtelle                                            | 2015                  | -                     |                 |              |                                          |
| Laeveslang                                                    | 2016                  | -                     |                 |              |                                          |
| Zo Zeen Veer                                                  | 2017                  | -                     |                 |              |                                          |
| Limbo Soca                                                    | 2017                  | -                     |                 |              |                                          |
| Este op de kop geis sjtaon                                    | 2018                  | -                     |                 |              |                                          |
| MAAK RUUM BAAN                                                | 2019                  | -                     |                 |              |                                          |
| De Geis Oet De Flèsj                                          | 2021                  | -                     |                 |              |                                          |
| Hie in Limburg                                                | 2022                  | -                     |                 |              |                                          |
| Höbste 't nao de zin                                          | 2023                  | -                     |                 |              |                                          |
| Kiek Èns Wat Ich Höb Gevange                                  | 2023                  | -                     |                 |              |                                          |
| 1000 klanke, 1000 kleure                                      | 2024                  | -                     |                 |              | samen met zaate hermenie Nuchter Vertroc |